# Bolesław Popielski
Bolesław Popielski (ur. 3 maja 1907 we Lwowie, zm. 21 sierpnia 1997 we Wrocławiu) – polski lekarz, specjalista medycyny sądowej, profesor Uniwersytetu Wrocławskiego i Akademii Medycznej we Wrocławiu.

## Życiorys
Był synem Leona (profesora farmakologii Uniwersytetu Lwowskiego) i Heleny z domu Iwanow. W 1931 na Wydziale Lekarskim Uniwersytetu Jana Kazimierza we Lwowie uzyskał dyplom doktora wszech nauk lekarskich, w 1939 został docentem medycyny sądowej na tejże uczelni po przedstawieniu rozprawy Identyfikacja śladów krwi ludzkiej w medycynie sądowej. W okresie lwowskim zajmował się m.in. problematyką przetaczania krwi, jego prace zaowocowały sukcesem, jakim była pierwsza w Polsce udana transfuzja krwi ze zwłok (1936). W tym samym roku zorganizował na Uniwersytecie Jana Kazimierza pracownię serologiczną grup krwi i pierwszą w Polsce stację krwiodawstwa (organizacja krwiodawstwa zaproponowana przez polskich uczonych we Lwowie, w zasadniczej części obowiązuje w Polsce do dziś). Następnie Popielski został powołany ma organizatora i kierownika Działu Biologicznego Instytutu Ekspertyz Sądowych w Warszawie.
Po II wojnie światowej w wyniku przymusowych wysiedleń Polaków ze Lwowa znalazł się we Wrocławiu, gdzie w 1946 został profesorem nadzwyczajnym Uniwersytetu. Od 1956 był profesorem zwyczajnym medycyny sądowej na wrocławskiej Akademii Medycznej. W 1951 powołany na członka korespondenta Towarzystwa Naukowego Warszawskiego, w 1981 został członkiem zwyczajnym reaktywowanego Towarzystwa. Zawarł związek małżeński z Zofią Ramert.
Był autorem pozycji książkowych z medycyny sądowej, m.in. Sądowo-lekarska sekcja zwłok (1950), Zagadnienia lekarskie w ustawodawstwie polskim (1952, z Cz. Słomskim), Orzecznictwo lekarskie i zagadnienia prawne w wenerologii (1956), Zagadnienia prawne w medycynie (1956), Zaburzenia płciowe wieku dojrzewania (1957), O uświadamianiu młodzieży (1961), Medycyna i prawo (1963), Orzecznictwo lekarskie (1981).
Pochowany na Cmentarzu św. Wawrzyńca we Wrocławiu.

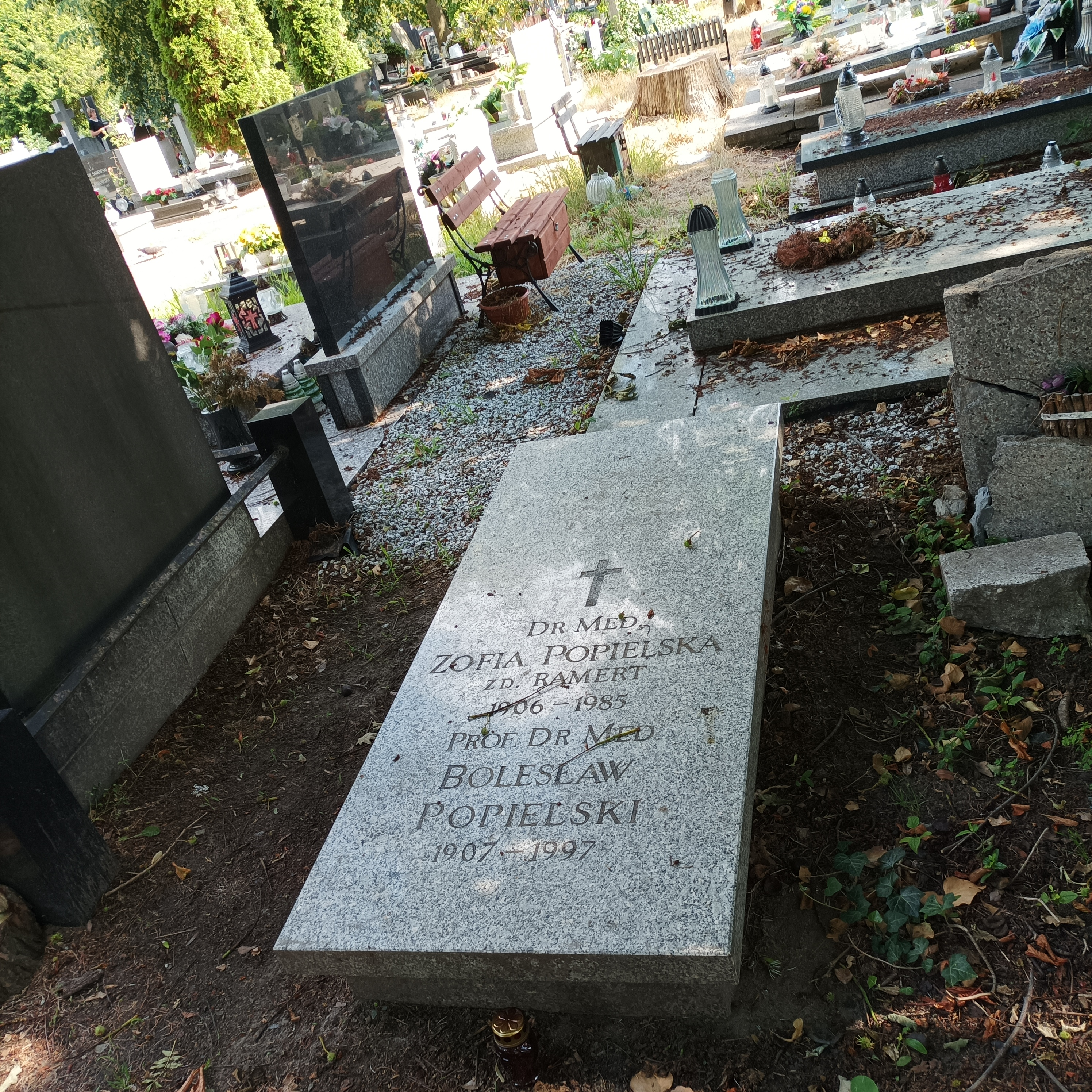
Grób prof. Bolesława Popielskiego na cmentarzu św. Wawrzyńca we Wrocławiu

## Odznaczenia
- Krzyż Kawalerski Orderu Odrodzenia Polski (1954)[3]
- Złoty Krzyż Zasługi (1951)[4]